# Чемпионат мира по санному спорту 2025
53-й чемпионат мира по санному спорту состоялось с 6 по 8 февраля 2025 года на санно-бобслейной трассе в Уистлере в Канаде.

## Общая информация
Уистлер принимал уже чемпионат мира по санному спорту в 2013 году.
На данному турнире разыграны медали в семи дисциплинах. Взамен спринтам пришли соревнования в микстах: одиночном и парном.

## Медальный зачёт
| Место          | Страна         | Золото | Серебро | Бронза | Всего |
| -------------- | -------------- | ------ | ------- | ------ | ----- |
| 1              | Германия       | 5      | 4       | 3      | 12    |
| 2              | Австрия        | 2      | 1       | 2      | 5     |
| 3              | США            | 0      | 1       | 1      | 2     |
| 4              | Латвия         | 0      | 1       | 0      | 1     |
| 5              | Канада         | 0      | 0       | 1      | 1     |
| Всего стран: 5 | Всего стран: 5 | 7      | 7       | 7      | 21    |

## Медалисты
| Дисциплина                 | Золото | Золото   | Серебро                                                                                         | Серебро  | Бронза                                                                                            | Бронза   |
| -------------------------- | --- | -------- | ----------------------------------------------------------------------------------------------- | -------- | ------------------------------------------------------------------------------------------------- | -------- |
| Одноместные сани (мужчины) | Германия · Макс Лангенхан | 1:39,922 | Германия · Феликс Лох                                                                           | 1:40,057 | Австрия · Нико Гляйршер                                                                           | 1:40,144 |
| Одноместные сани (женщины) | Германия · Юлия Таубиц | 1:17,206 | Германия · Мерле Фребель                                                                        | 1:17,247 | США · Эмили Суини                                                                                 | 1:17,249 |
| Двухместные сани (мужчины) | Германия · Ханнес Орламюндер · Паул Константин Губитц                                                                         | 1:16,538 | Латвия · Мартиньш Ботс · Робертс Плуме                                                          | 1:16,640 | Германия · Тобиас Вендль · Тобиас Арльт                                                           | 1:16,671 |
| Двухместные сани (женщины) | Австрия · Селина Эгле · Лара Кипп                                                                                             | 1:17,724 | Германия · Джессика Дегенхардт · Шайенн Розенталь                                               | 1:17,753 | Германия · Даяна Айтбергер · Магдалена Матшина                                                    | 1:17,784 |
| Микст. Одноместные сани.   | Германия · Макс Лангенхан · Юлия Таубиц                                                                                       | 1:22.354 | США · Джонатан Эрик Густафсон · Эмили Суини                                                     | 1:22.449 | Австрия · Давид Гляйршер · Мадлен Эгле                                                            | 1:22.678 |
| Микст. Двухместные сани.   | Австрия · Томас Штой/Вольфганг Киндль · Селина Эгле/Лара Кипп                                                                 | 1:22.894 | Германия · Ханнес Орламюндер/Паул Константин Губитц · Даяна Айтбергер/Магдалена Матшина         | 1:22.912 | Германия · Тобиас Вендль/Тобиас Арльт · Джессика Дегенхардт/Шайенн Розенталь                      | 1:22.991 |
| Смешанная эстафета         | Германия · Юлия Таубиц · Ханнес Орламюндер · Паул Константин Губитц · Макс Лангенхан · Джессика Дегенхардт · Шайенн Розенталь | 2:50,361 | Австрия · Мадлен Эгле · Томас Штой · Вольфганг Киндль · Нико Гляйршер · Селина Эгле · Лара Кипп | 2:50.492 | Канада · Эмбер Ли Суско · Девин Уордроп · Кол Заянски · Тео Дауни · Битти Подульски · Кейли Аллан | 2:51.641 |